# Verums kyrka
Verums kyrka är en kyrkobyggnad i Verum. Den är församlingskyrka i Verums församling i Lunds stift. Vid tiden för Skånes försvenskning ägde en viktig händelse rum här. År 1677 hölls ett uppmanande tal på kyrkbacken varpå flera bönder skrev under en trohetsförsäkran till Sveriges kung. Verums kyrka var platsen för giftermålet mellan Abba-medlemmarna Agnetha Fältskog och Björn Ulvaeus, som ägde rum den 6 juli 1971.

## Kyrkobyggnaden
Kyrkan är en enskeppig salkyrka som byggdes på 1200-talet. Ursprungligen bestod den av långhus och kor. Under senmedeltiden tillkom ett vapenhus med huvudingång vid långhusets södra sida. Under flera sekler fick kyrkan vara oförändrad. Men åren 1807–1808 byggde man till en korsarm mot norr. Även 1837 genomfördes en större ombyggnad då en halvrund sakristia öster om koret byggdes till. Ett gammalt rundbågigt fönster i östra korväggen behölls. Samtidigt revs det medeltida vapenhuset vid södra sidan och huvudingången flyttades till kyrkans västra sida.
En omfattande ombyggnad genomfördes 1911–1913 efter ritningar av domkyrkoarkitekt Theodor Wåhlin. Då förlängdes kyrkan mot väster och försågs med torn. Samtidigt revs det gamla timrade klockhuset. Lillklockan från 1589 flyttades till tornet samtidigt som en ny och större kyrkklocka köptes in. 1949 genomfördes en restaurering under ledning av domkyrkoarkitekt Eiler Græbe.

## Inventarier
- Äldsta inventarium är ett rökelsekar av malm. På dess lock ser man ett sexkantigt torn med spetsigt tak.
- Predikstolen skänktes till kyrkan 1702 då den renoverades och målades av Erik Degelier från Kristianstad. På predikstolens bildfält finns snidade evangelistfigurer. När predikstolen tillkom 1702 avlägsnades en tidigare predikstol.
- Dopfunten i täljsten är från 1912. På cuppans övre del löper inskriptionen: "Låten barnen komma till mig" (Lukas 18:16). Tillhörande dopfat i mässing är från 1631.
- En äldre altaruppsats har förfärdigats av Johan Ullberg år 1757. Altaruppsatsen är snidad av trä och har vridna kolonner som flankerar en snidad tavla som föreställer nattvarden. På sidorna finns kvinnofigurer. Den före detta altaruppsatsen hänger i norra korsarmen bredvid dopfunten.
- I triumfbågen mellan kor och långhus hänger ett triumfkrucifix med trabesbjälke som har tillverkats i Danmark 1912.
- På altaret finns ett kors av ebenholts som är dekorerat med silver och bergkristall. Korset skänktes till kyrkan 1966.
- Ett nattvardskärl av silver med förgylld insida är tillverkat 1824.

### Orgel
- Den nuvarande orgeln byggdes 1913 av A. Magnussons Orgelbyggeri AB, Göteborg och är en orgel med mekanisk traktur och pneumatiska lådor. 1953 omdisponerades orgeln av Frederiksborgs Orgelbyggeri, Hilleröd, Danmark.

| Manual I      | Manual II          | Pedal      | Koppel |
| Borduna 16´   | Rörflöjt 8´        | Subbas 16´ | I/P    |
| Principal 8´  | Fugara 8´          | Octava 4´  | II/P   |
| Gedackt 8´    | Flöjt 4'           |            | II/I   |
| Oktava 4'     | Sifflöjt 2'        |            |        |
| Kvinta 2 2/3' | Rauschkvint 1 1/3' |            |        |
| Oktava 2'     |                    |            |        |
| Mixtur 4 chor |                    |            |        |
| Trumpet 8'    |                    |            |        |

## Bildgalleri

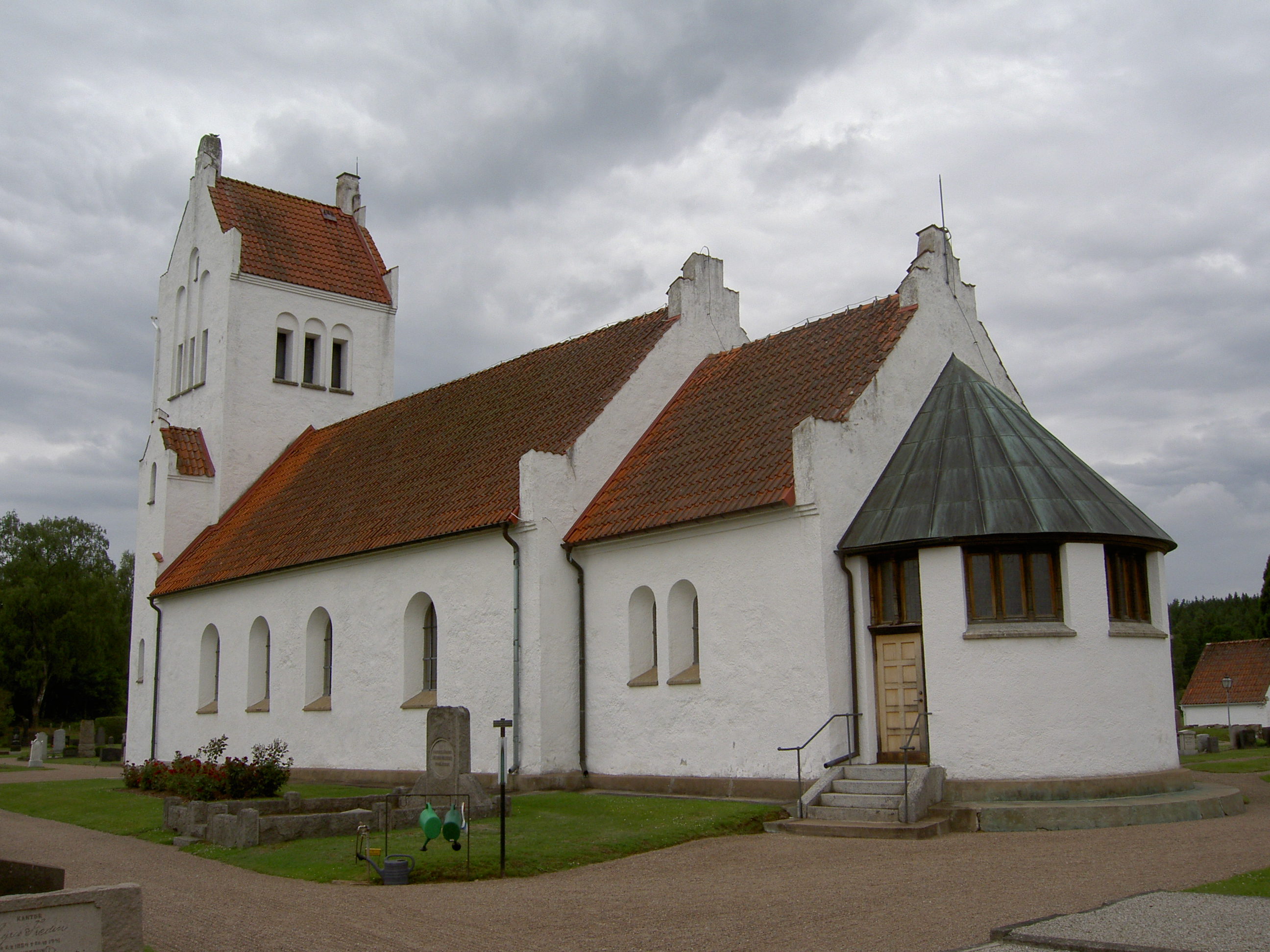
Kyrkan från sydost
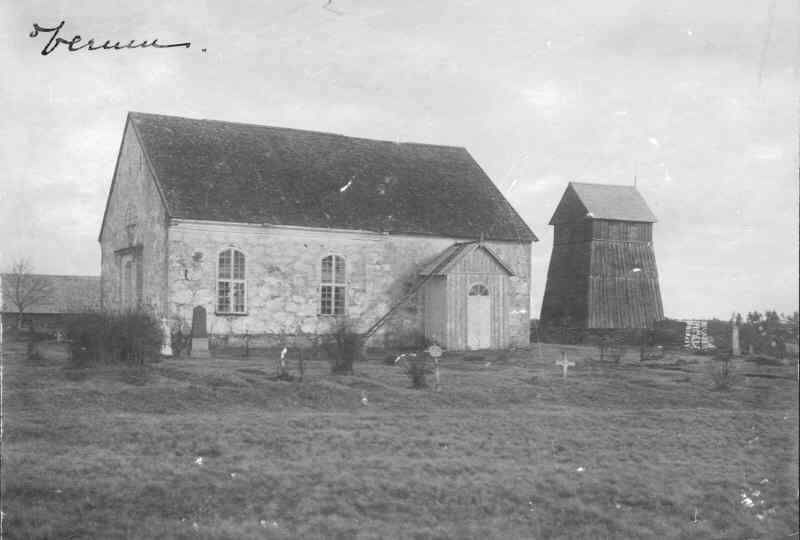
Kyrkans västra sida före 1912
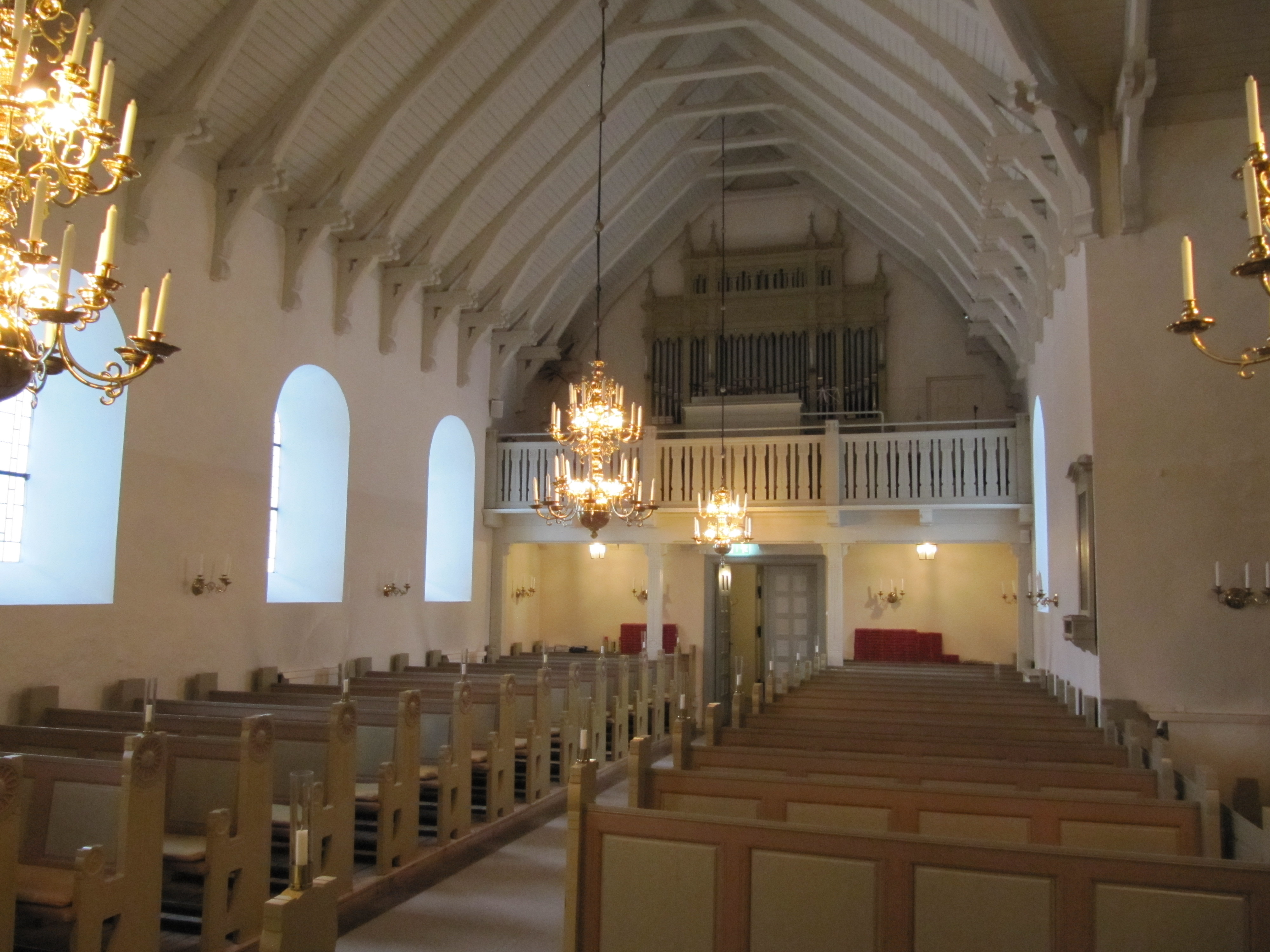
Kyrkorummet åt väster
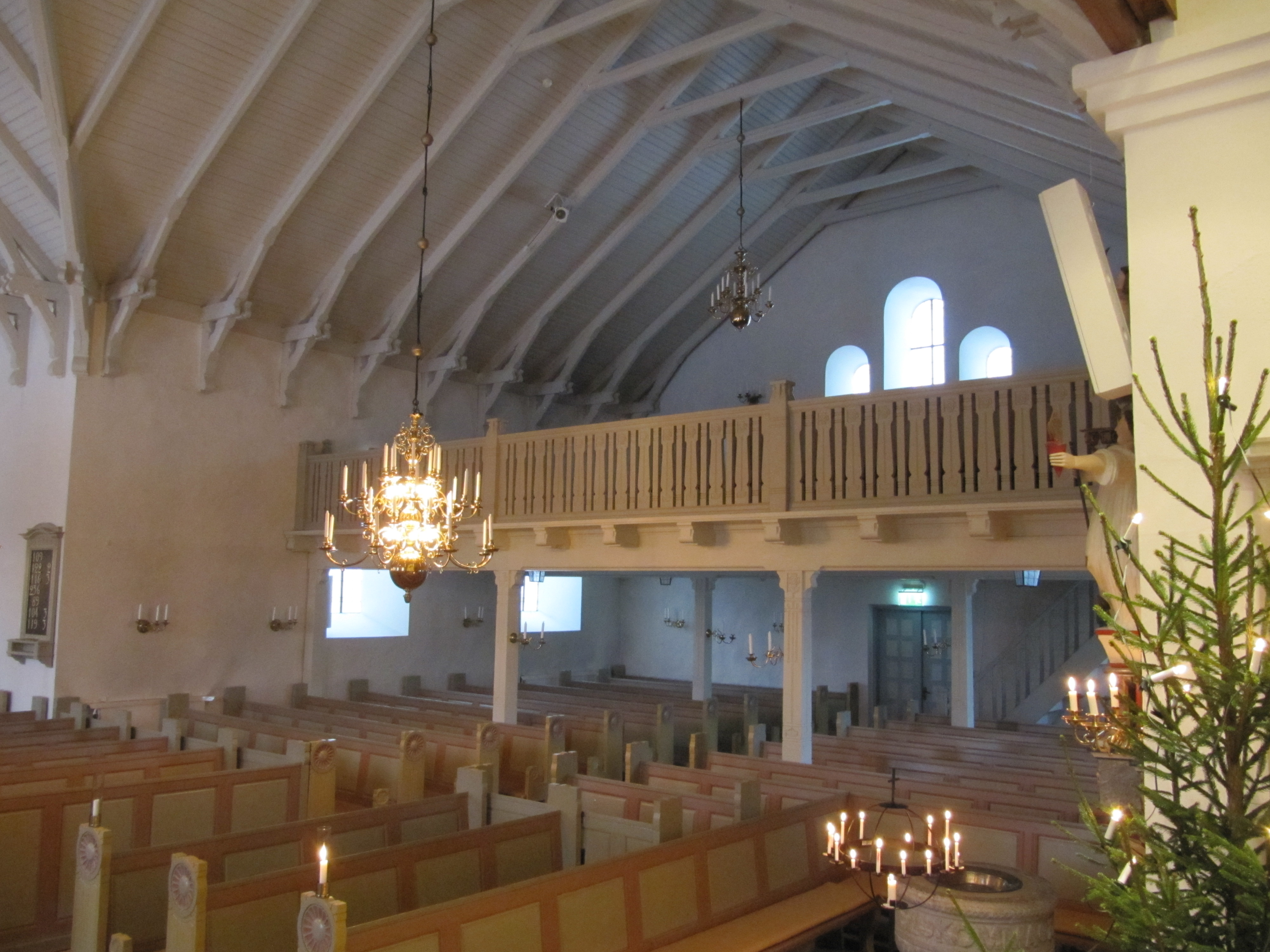
Norra korsarmen
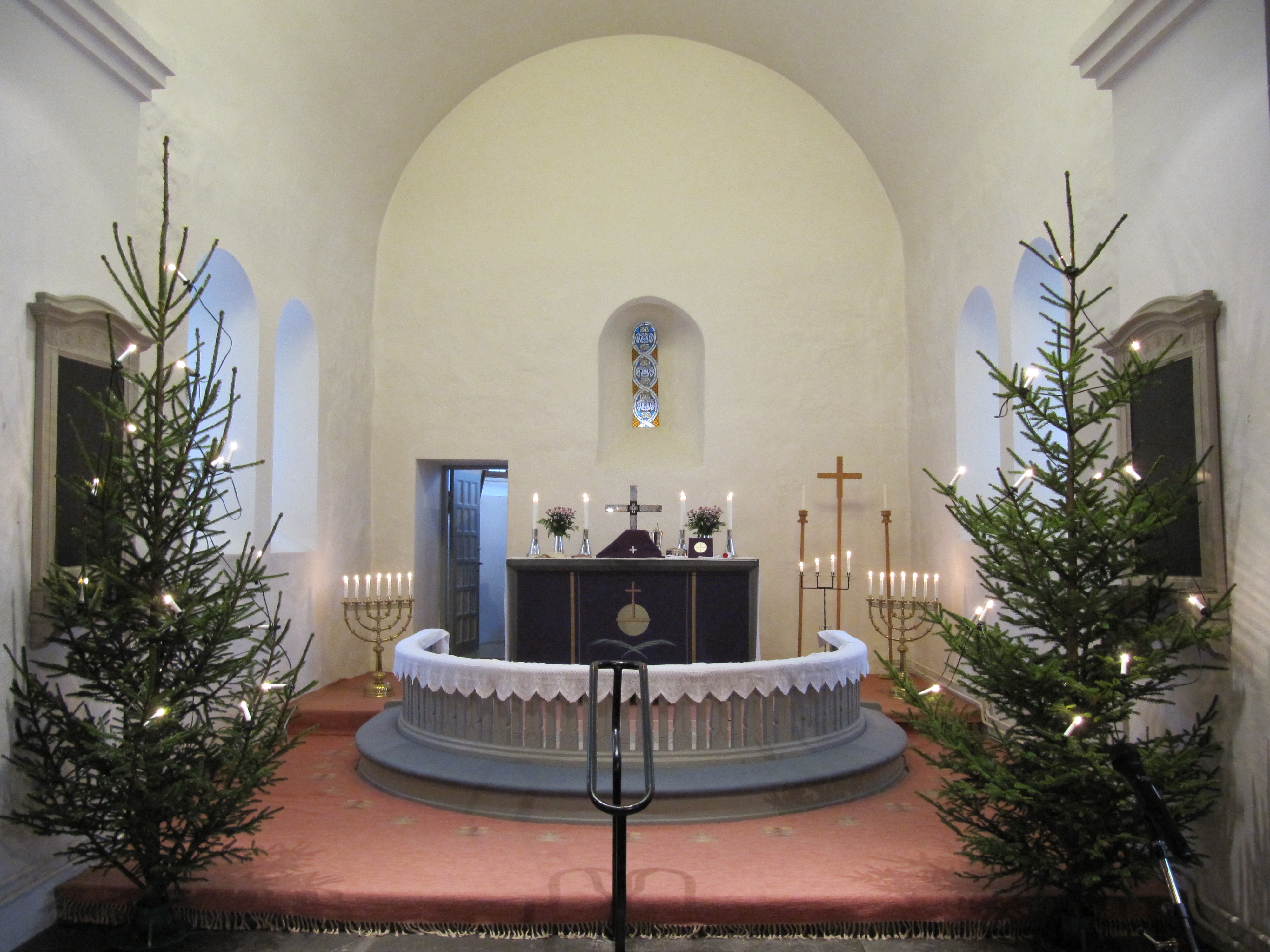
Koret som är kyrkans äldsta del
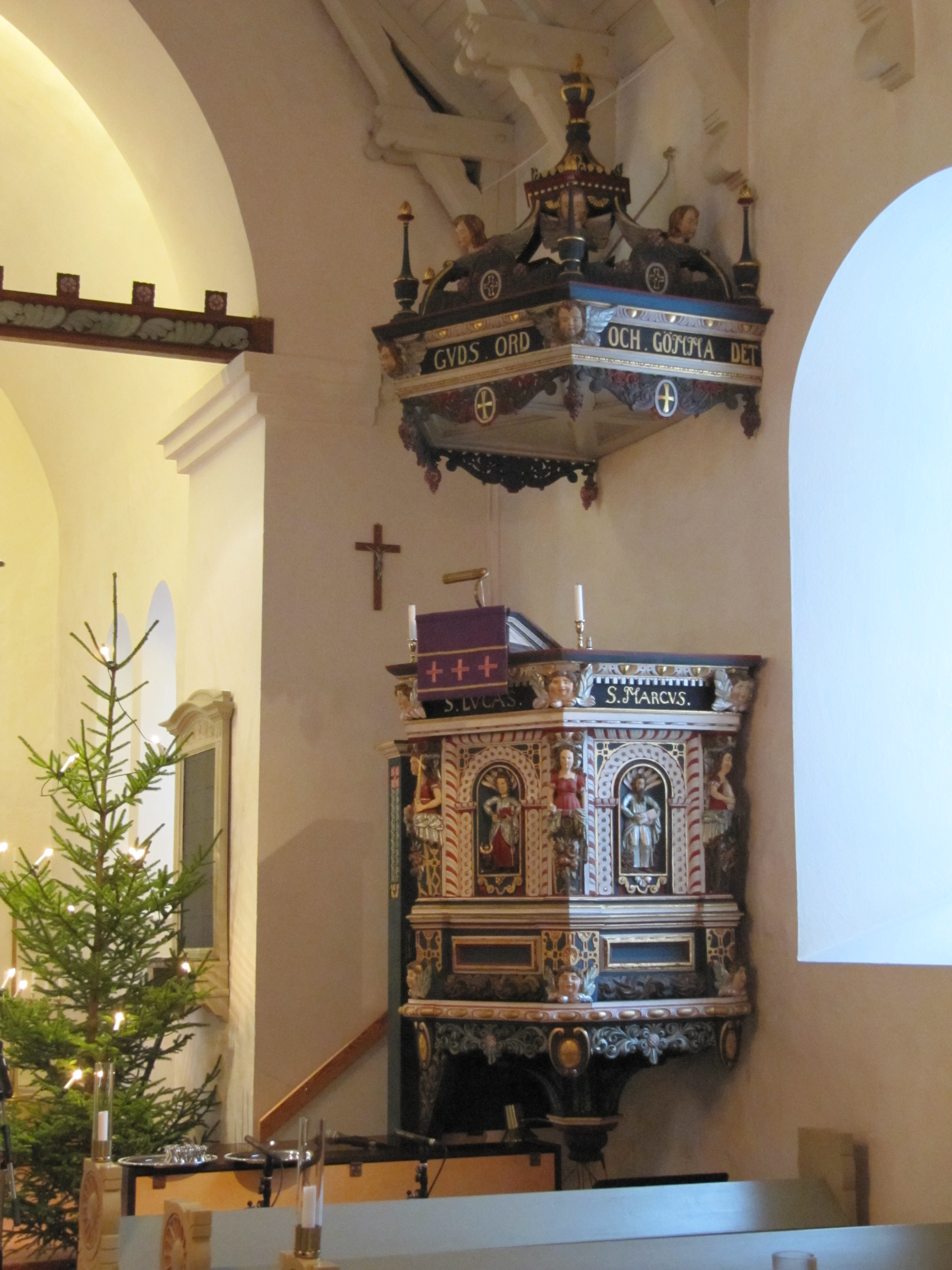
Predikstol
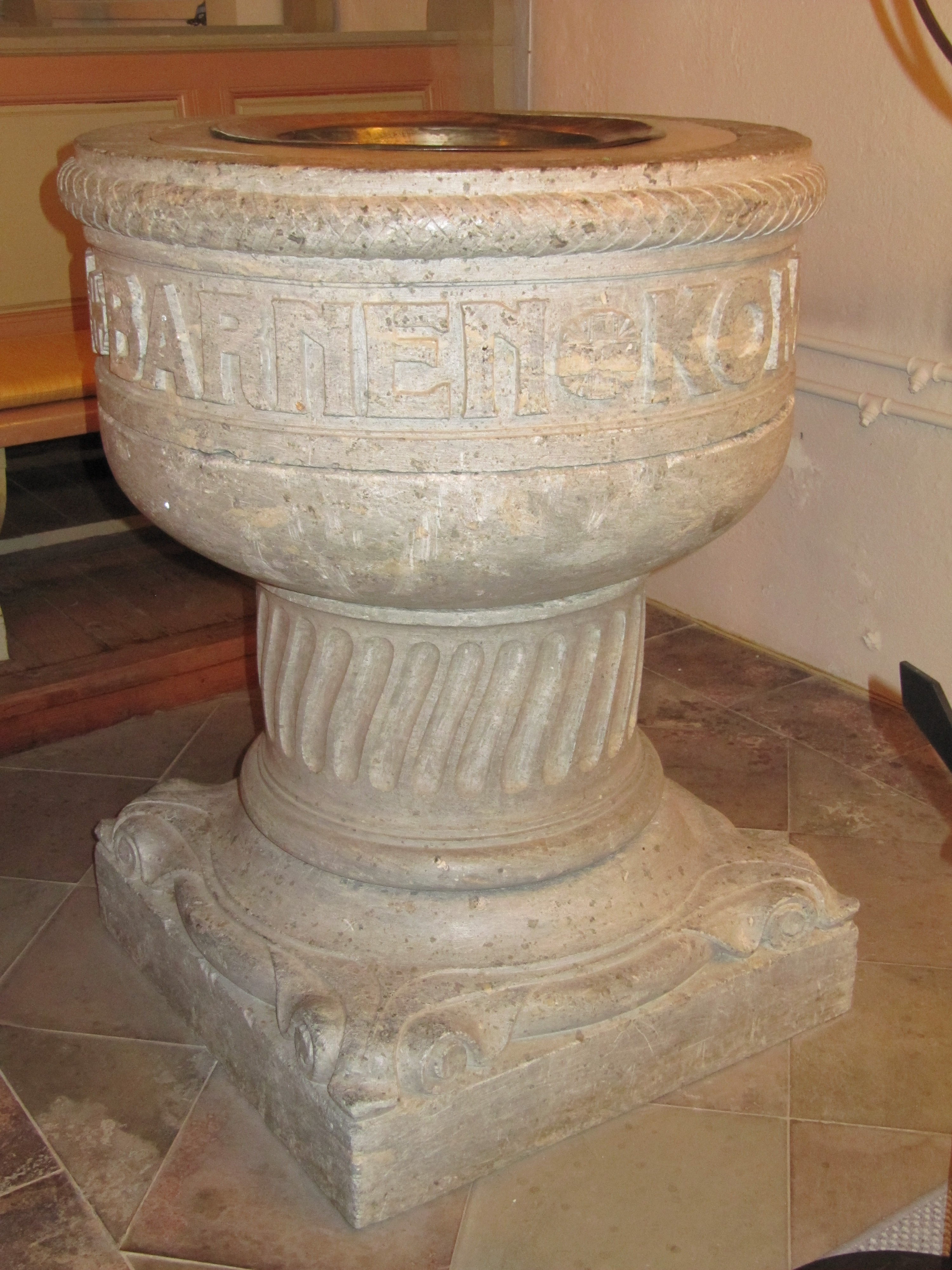
Dopfunt
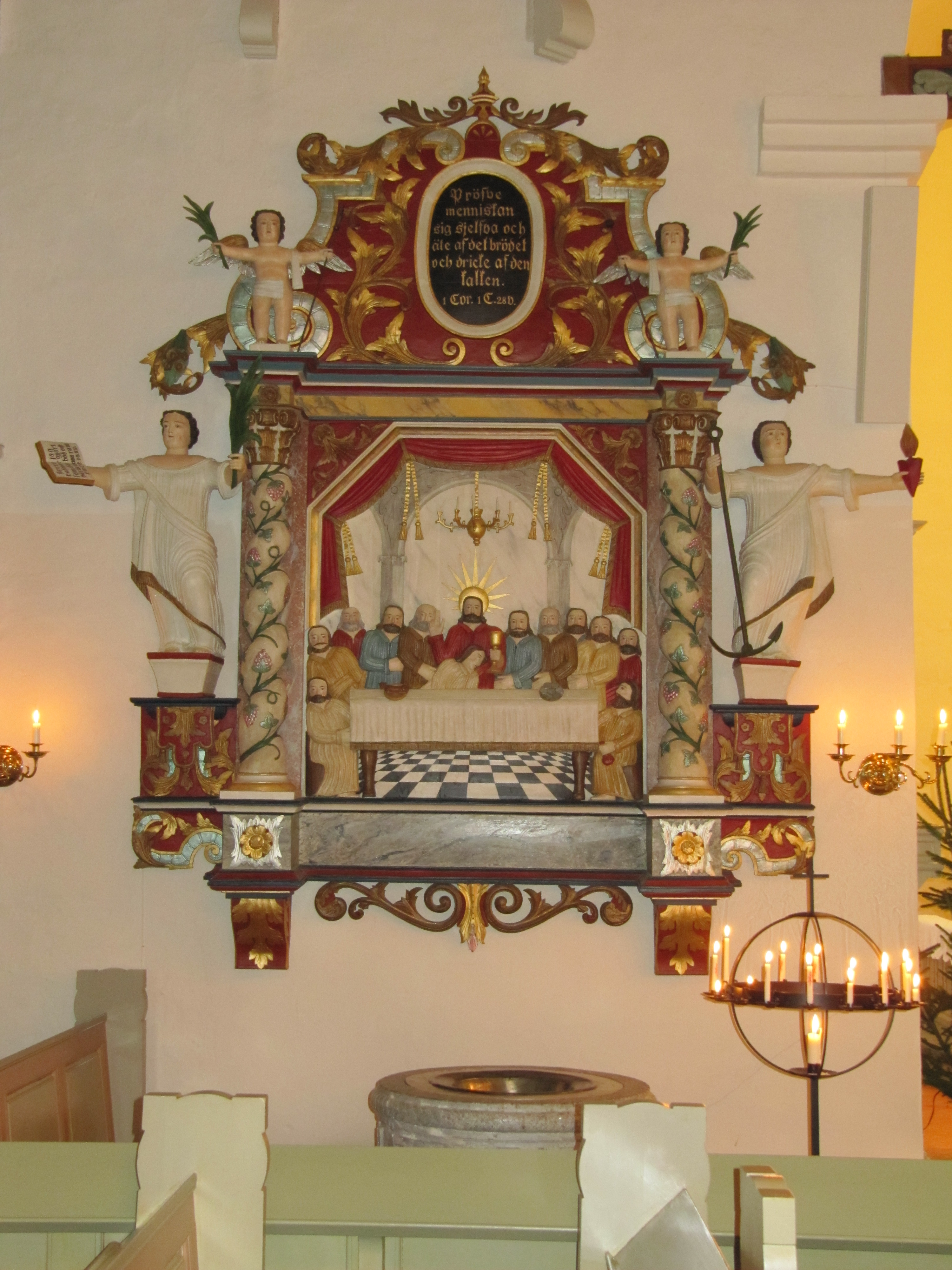
Ullbergs altaruppsats

### Webbkällor
- Om Verums kyrka på Skåne.org[död länk]
- Demografisk databas för södra Sverige informerar om Verums kyrka
- Snapphanar